# Duński Związek Narciarski
Duński Związek Narciarski (duń. Danmarks Skiforbund) – duńskie stowarzyszenie kultury fizycznej pełniące rolę duńskiej federacji narodowej w biegach narciarskich, kombinacji norweskiej, narciarstwie alpejskim, narciarstwie dowolnym oraz (dawniej) skokach narciarskich.
Związek jest członkiem Międzynarodowej Federacji Narciarskiej (FIS). Do jego celów statutowych związku należy promowanie, organizowanie i rozwój narciarstwa w Danii m.in. poprzez szkolenia zawodników i instruktorów i organizację zawodów.